# جون أ بيريز
جون أ بيريز (بالإنجليزية: John Pérez)‏ (ولد في 28 سبتمبر 1969) هو منظم نقابي وسياسي من لوس أنجلوس، كاليفورنيا، كان رئيسا لمجلس ولاية كاليفورنيا من 1 مارس 2010 إلى 12 مايو 2014. والديمقراطي، لأنه كان يمثل 53 حيا في جمعية ولاية كاليفورنيا. في 9 أكتوبر 2013، أعلن بيريز ترشحه لحكم الدولة. أنتهى بيريز في المركز الثالث في الانتخابات، وراء بيتي يي من قبل 481 صوتا. بعد استدعائه في البداية لاعادة فرز الاصوات في 15 مقاطعة في ولاية كاليفورنيا، اعترف بيريز في نهاية المطاف إلى يي بعد أكثر من شهر بعد الانتخابات. بعد الانتخابات، في أواخر عام 2014، عين حاكم ولاية كاليفورنيا جيري براون بيريز كحاكم جامعة كاليفورنيا.